# Деметр Аба
Деметр Аба (венг. Demeter Aba; ум. в 1251) — венгерский магнат из рода Аба, комит Вашвара, сенешаль короля Андраша II в 1220—1230 годах и его сына Кальмана (Коломана) в 1232 году, королевский судья, с 1233 года ишпан Баконии, комит Бодрогский.

## Биография
Деметр происходил из древнего венгерского рода, к которому принадлежал правивший страной в XI веке король Шамуэль Аба. Деметр Аба впервые упоминается в качестве опекуна принца Кальмана, который был отправлен отцом в отобранный им в 1214 году у малолетнего князя Даниила Романовича Галич. В 1215 году Кальман был коронован как король Галицкий. Деметр становится его стольником. Вскоре венгры отобрали у поляков, в союзе с которыми захватили и поделили Галицкую землю, Перемышль и Любачев.
В 1217—1218 годах Аба вместе с королём Андрашем II принял участие в Пятом крестовом походе. Андраш II собрал самую большую армию в истории крестовых походов — 20 тысяч рыцарей и 12 тысяч ополченцев. Король и его войска собрались 23 августа 1217 года в Сплите. 9 октября венецианский флот — крупнейший в Европе флот в ту эпоху — доставил крестоносцев на Кипр, откуда они отплыли в Акру. Там они присоединились к войскам других крестоносцев.
Хорошо подготовленная армия Андраша II 10 ноября разбила войска султана аль-Адиля при Вифсаидах на реке Иордан. Мусульмане отступили в свои крепости и города. Катапульты и требюше не прибыли вовремя, так что пришлось тщетно осаждать крепости Ливана и на горе Фавор. Сам Андраш II проводил время за сбором разного рода реликвий. Военные действия шли вяло, и в начале 1218 года Андраш II серьёзно заболел и решил вернуться в Венгрию, куда он прибыл в феврале.
В этом походе Деметр Аба хорошо себя проявил. Король Андраш снова отправил его на Русь, где ситуация стала тяжёлой для венгров.
В 1219 году союзник Польши князь Мстислав Удатный занял Галич. Зимой 1221 года венгры вновь заключили союз с поляками и вновь объединенными военными силами двинулись на Галич. Несмотря на успешную оборону города, возглавлявшему её Даниилу Романовичу пришлось оставить его и с боем вырываться из окружения, так как помощи от Мстислава не последовало. В Галиче вновь сел с сильным гарнизоном Кальман. Однако уже весной Мстислав Удатный вновь вторгся в Галицию и разбил венгров у стен Галича, захватив галицкий престол. Плененного королевича Кальмана отослали в принадлежавший Мстиславу город Торческ. Мстислав заключил мир с Андрашем II, вернувшийся в Венгрию Кальман стал хорватским и славонским герцогом.
Неизвестно, был ли вместе с ним в плену Деметр, но благодаря битвам 1221 года с русскими князьями он снискал себе славу в Венгрии. За это, в соответствии с документом от 8 февраля 1240 года, он был удостоен земли Нехча.
С 1220 года Аба становится особенно близок к королю Андрашу II, получив должности сенешаля и стольника. Кроме того, до 1223 года он также занимает должность комита Вашвара.
В 1232 году Деметр упоминается также как стольник герцога Кальмана Славонского. Вскоре он также становится баконским ишпаном и королевском судьёй.
В 1235 году Андраш II умер, и королём стал его сын Бела IV, который стремился восстановить сильную власть в стране, а потому отдалил практически всех сановников из окружения отца, в том числе Деметра. В 1236 году Аба становится комитом удалённого Бодрога. Затем он снова стал стольником герцога Кальмана.
Позиции Деметра Абы укрепились после участия в боях с монголами. Бела IV смог сформировать армию из порядка 100 000 воинов. Однако 11 апреля 1241 года венгерская армия была практически полностью уничтожена в битве на реке Шайо. Герцог Кальман умер от полученных в ходе этого сражения ран. Вероятно, вместе с ним в битве участвовал и Аба. Король Бела IV бежал, и никто из европейских монархов не спешил ему помочь, но в 1242 году монголы сами ушли из Европы.
После сражений с монголами Деметр в 1243-1244 и 1246 годах снова занимает должность королевского судьи. В последний раз его имя упомянуто в документе 8 октября 1251 года.
Деметр Аба, вероятно, был дважды женат. Имя его первой жены неизвестно. Деметр также отождествляется с «боярином венгерским», за которого в 1248 вышла замуж русская княжна Анастасия Александровна. Деметр оставил трех сыновей: Шандор и Деметр, вероятно, родились от первого брака, Петер — от второго. В 1263 году сыновья Деметра воевали между собой за наследование земли Нехча (Nehche).